# Crescenzio (vescovo di Roselle)
Crescenzio (fine X secolo – dopo il 1036) è stato un vescovo italiano.

## Biografia
Nelle cronotassi della diocesi di Roselle, il vescovo Crescenzio è documentato circa venti anni dopo Ranieri, presule rosellano attestato al 1015.
Crescenzio fu tra i vescovi che presero parte al sinodo del 2 novembre 1036, in cui Andrea, vescovo di Perugia, dovette rinunciare ai diritti che possedeva sull'abbazia benedettina di San Pietro di Perugia in favore di papa Benedetto IX. Il documento ufficiale riporta in calce la firma «Crescentius Rosellensis». È probabile che sotto il suo episcopato sia stata fondata l'abbazia di San Bartolomeo a Sestinga.
Crescenzio morì entro il 1050, anno in cui è documentato come titolare della cattedra episcopale di Roselle il vescovo Gerardo.